# One Kiss
"One Kiss" é uma canção do produtor escocês Calvin Harris e da cantora inglesa Dua Lipa. Escrita por Lipa, Jessie Reyez e seu produtor, Harris, a canção foi lançada como o single pela Columbia Records e pela Sony Music em 6 de abril de 2018. Posteriormente, a canção foi incluída na reedição do primeiro álbum de estúdio de Lipa, Dua Lipa: Complete Edition (2018).
A canção atingiu o número um no UK Singles Chart em 20 de abril de 2018, uma semana depois de estrear no número três. A música acabaria por subir nas paradas por oito semanas consecutivas, tornando-se o número um mais longo de uma artista feminina no Reino Unido nesta década, e a segunda mais longa do século por uma artista feminina, atrás apenas de "Umbrella" de Rihanna.

## Lançamento
Em 21 de março de 2018, Harris mudou sua imagem de cabeçalho no Twitter para uma que apresenta um código QR no centro. Quando digitalizada, lê-se "Calvin Harris & Dua Lipa - One Kiss". Ele também escreveu no Instagram que haveria "um novo single em cerca de 2 semanas". Em 2 de abril, os dois artistas anunciaram a canção com posts idênticos nas redes sociais, revelando a arte da capa azul e a data de lançamento. Um vídeo lírico foi lançado ao lado do single, apresentando cenas de dois casais sendo tocados em uma televisão vintage em um ambiente ao ar livre.
No programa de rádio de Kent Small na estação de rádio australiana Nova 96.9, Lipa explicou que Harris a contatou enquanto estava na Jamaica para perguntar se ela queria trabalhar junto em uma faixa. Ela concordou e mais tarde conheceu Harris em sua casa em Los Angeles, e eles gravaram "One Kiss" no último estúdio da God's Eyes.

## Composição
"One Kiss" é um canção dos gêneros dance-pop, deep house, eurodance, funk house e tropical house, que contém elementos do house dos anos 90. Ela apresenta "uma intro instrumental longa", após o qual Lipa ecoa sobre os "sintetizadores suaves" e depois passa para um refrão "club-conquistador, principalmente instrumental".
A música é executada em A Phrygian com um tempo de 124 batidas por minuto no tempo comum . Segue-se uma progressão de acorde Am-B ♭ maj7–F maj7–Gm9, e os vocais de Lipa abrangem uma oitava, a partir de G3 até G4.

## Recepção
Hugh McIntyre da Forbes salientou que a canção "toca como uma homenagem à música house dos anos 90", escrevendo que os vocais sem créditos no refrão "roubam o show dos versos que apresentam os vocais agora reconhecíveis de Lipa". Ele concluiu, considerando a canção como "uma progressão natural do último single de Harris". Mike Wass, da Idolator, considerou-o como "a sua faixa mais acessível e instantaneamente cativante desde 'This Is What You Came For' de 2016", escrevendo que "é garantido que será massivo". Lauren O'Neill, da Noisey, opinou que a canção "evoca sua vibe de verão", apesar de sua incapacidade de "alcançar as alturas pacificamente eufóricas de vários momentos do Funk Wav Bounces Vol. 1". Ross McNeilage da MTV News escreveu que a canção marca um "retorno a um território mais familiar", chamando-a de "uma faixa house pulsante que sem dúvida vai se tornar a trilha sonora do nosso verão". Ele também achou "muito mais edificante" do que a colaboração de dance anterior de Lipa com Martin Garrix, "Scared to Be Lonely".

## Videoclipe
O videoclipe foi lançado exclusivamente na Apple Music em 1º de maio de 2018 e em 2 de maio no canal de Calvin Harris no YouTube O vídeo apresenta Lipa dançando na frente de uma série de cenários luminosos e tropicais. Foi descrito como "trippy" devido a seus efeitos visíveis na tela verde, efeitos visuais extravagantes e escolha retrô de traje. e faz uma homenagem aos anos 90, com um visual bem psicodélico e tropical. Harris também faz uma aparição como garçom no vídeo. O videoclipe oficial também recebeu indicações nas categorias "Best Dance Video" e "Song of the Summer" no MTV Video Music Awards 2018

## Desempenho comercial
No Reino Unido, "One Kiss" estreou no número três durante a semana de 19 de Abril de 2018. Na semana seguinte destronou "Nice for What" do cantor Drake assumindo o tpo do UK Singles Chart, ocupando aprimeira posição por oito semanas consecutivas e sendo destronada por "I'll Be There" da cantora Jess Glynne na edição de 21 de junho de 2018. "One Kiss"se tornou o nono single de Harris e o segundo de Lipa a atingir o topo da parada, e se tornando o single com mais semanas em primeiro lugar de ambos.
Nos Estados Unidos, "One Kiss" se tornou o segundo single top 40 de Lipa e o décimo quarto de Harris, alcançando o número nove no Mainstream Top 40.

## Apresentações ao vivo
Harris e Lipa fizeram a primeira apresentação televisiva de sua colaboração no The Graham Norton Show em 20 de abril de 2018. No show, Lipa estava com um visual todo vermelho e estreou um cabelo mais curto. Lipa também fez uma performance solo da música na cerimônia de abertura anterior à final da UEFA Champions League de 2018. No Grammy Awards de 2019 em 10 de fevereiro de 2019, Lipa cantou "One Kiss" ao lado de "Masseduction" como parte de um medley com a cantora St. Vincent .

## Créditos e pessoal
Créditos adaptados através do Tidal.
- Calvin Harris – composição, produção, engenheiro de mixagem
- Dua Lipa – composição, vocais
- Jessie Reyez – composição
- Mike Marsh – engenharia mestra

## Desempenho nas tabelas musicais
| Chart (2018)                                      | Peak position |
| ------------------------------------------------- | ------------- |
| Alemanha (Offizielle Deutsche Charts)             | 1             |
| Argentina (Argentina Hot 100)                     | 54            |
| Argentina (Monitor Latino)                        | 9             |
| Austrália (ARIA)                                  | 3             |
| Austrália (Dance)                                 | 1             |
| Áustria (Ö3 Austria Top 75)                       | 1             |
| Bélgica (Ultratop 50 de Flandres)                 | 1             |
| Bélgica (Ultratop Dance de Flandres)              | 1             |
| Bélgica (Ultratop 50 da Valônia)                  | 1             |
| Brasil (Brasil Hot 100 Airplay)                   | 26            |
| Canadá (Canadian Hot 100)                         | 6             |
| Canadá (Billboard AC)                             | 34            |
| Canadá (Billboard CHR/Top 40)                     | 5             |
| Colômbia (National-Report)                        | 17            |
| Croácia (Airplay)                                 | 1             |
| Coreia do Sul (Gaon)                              | 56            |
| Costa Rica (Monitor Latino)                       | 13            |
| Dinamarca (Tracklisten)                           | 2             |
| Equador (National-Report)                         | 1             |
| El Salvador (Monitor Latino)                      | 3             |
| Escócia (Scottish Singles Chart)                  | 1             |
| Eslováquia (Rádio Top 100)                        | 6             |
| Eslováquia (Singles Digitál Top 100)              | 1             |
| Eslovênia (SloTop50)                              | 1             |
| Espanha (PROMUSICAE)                              | 13            |
| Estados Unidos (Billboard Hot 100)                | 26            |
| Estados Unidos (Billboard Adult Top 40)           | 29            |
| Estados Unidos (Billboard Dance Club Songs)       | 1             |
| Estados Unidos (Billboard Dance/Electronic Songs) | 2             |
| Estados Unidos (Billboard Mainstream Top 40)      | 9             |
| Estados Unidos (Billboard Rhythmic)               | 32            |
| Finlândia (Suomen virallinen lista)               | 3             |
| França (SNEP)                                     | 2             |
| Grécia (IFPI Greece)                              | 1             |
| Hungria (Dance Top 40)                            | 1             |
| Hungria (Stream Top 40)                           | 1             |
| Hungria (Single Top 40)                           | 1             |
| Hungria (Rádiós Top 40)                           | 1             |
| Irlanda (IRMA)                                    | 1             |
| Israel (Media Forest)                             | 1             |
| Itália (FIMI)                                     | 8             |
| Japão (Japan Hot 100)                             | 44            |
| Letónia (Latvijas Top 40)                         | 1             |
| Líbano (Lebanese Top 20)                          | 1             |
| Luxemburgo (Digital Songs)                        | 1             |
| Malásia (RIM)                                     | 5             |
| México (Monitor Latino)                           | 2             |
| México (Mexico Airplay)                           | 1             |
| Nova Zelândia (Recorded Music NZ)                 | 6             |
| Noruega (VG-lista)                                | 5             |
| Países Baixos (Dutch Top 40)                      | 1             |
| Países Baixos (Single Top 100)                    | 1             |
| República Checa (Rádio Top 100)                   | 6             |
| Polónia (Polish Airplay Top 100)                  | 1             |
| Polónia (Dance Top 50)                            | 1             |
| Portugal (AFP)                                    | 1             |
| República Checa (Singles Digitál Top 100)         | 1             |
| Reino Unido (UK Singles Chart)                    | 1             |
| Roménia (Airplay 100)                             | 3             |
| Roménia (Romania Radio Airplay)                   | 4             |
| Roménia (Romania TV Airplay)                      | 1             |
| Reino Unido (UK Dance Chart)                      | 1             |
| Rússia (Tophit)                                   | 1             |
| Singapura (RIAS)                                  | 5             |
| Suécia (Sverigetopplistan)                        | 4             |
| Suíça (Schweizer Hitparade)                       | 2             |
| Ucrânia (Tophit)                                  | 46            |
| União Europeia (Billboard)                        | 1             |
| Venezuela (National-Report)                       | 22            |

| Chart (2018)                                | Position |
| ------------------------------------------- | -------- |
| Alemanha (Official German Charts)           | 4        |
| Argentina (Monitor Latino)                  | 34       |
| Austrália (ARIA)                            | 20       |
| Áustria (Ö3 Austria Top 40)                 | 8        |
| Bélgica (Ultratop Flanders)                 | 1        |
| Bélgica (Ultratop Wallonia)                 | 2        |
| Canadá (Canadian Hot 100)                   | 19       |
| Dinamarca (Tracklisten)                     | 9        |
| El Salvador (Monitor Latino)                | 12       |
| Eslovênia (SloTop50)                        | 10       |
| Espanha (PROMUSICAE)                        | 23       |
| Estados Unidos ( Billboard Hot 100)         | 68       |
| Estados Unidos (Hot Dance/Electronic Songs) | 4        |
| Estados Unidos (Mainstream Top 40)          | 33       |
| Irlanda (IRMA)                              | 2        |
| Israel (Galgalatz)                          | 9        |
| Itália (FIMI)                               | 19       |
| Nova Zelândia (Recorded Music NZ)           | 39       |
| Países Baixos (Dutch Top 40)                | 1        |
| Países Baixos (Single Top 100)              | 1        |
| Polónia (ZPAV)                              | 10       |
| Reino Unido (Official Charts Company)       | 1        |
| Roménia (Airplay 100)                       | 16       |
| Rússia (Tophit)                             | 5        |
| Suécia (Sverigetopplistan)                  | 16       |
| Suíça (Schweizer Hitparade)                 | 9        |

## Certificações
| País                  | Certificação |
| --------------------- | ------------ |
| França (SNEP)         | Diamante     |
| México                | Diamante     |
| Austrália (ARIA)      | 4× Platina   |
| Reino Unido (BPI)     | 4× Platina   |
| Estados Unidos (RIAA) | 3× Platina   |
| Canadá (Music Canada) | 3× Platina   |
| Espanha (PROMUSICAE)  | 2× Platina   |
| Itália (FIMI)         | 2× Platina   |
| Suíça (IFPI)          | 2× Platina   |
| Alemanha (BVMI)       | Platina      |
| Bélgica (BEA)         | Platina      |
| Nova Zelândia (RMNZ)  | Platina      |
| Polónia (ZPAV)        | Platina      |
| Portugal (AFP)        | Ouro         |

## Histórico de lançamento
| Região         | Data                | Formato                     | Versão                        | Gravadora     |
| -------------- | ------------------- | --------------------------- | ----------------------------- | ------------- |
| Mundo          | 6 de abril de 2018  | Digital download streaming  | Original                      | Columbia Sony |
| Itália         | 6 de abril de 2018  | Contemporary hit radio      | Original                      | Sony          |
| Estados Unidos | 10 de abril de 2018 | Dance radio                 | Original                      | Columbia      |
| Austrália      | 11 de abril de 2018 | Contemporary hit radio      | Original                      | Columbia      |
| Estados Unidos | 17 de abril de 2018 | Contemporary hit radio      | Original                      | Columbia      |
| Estados Unidos | 17 de abril de 2018 | Rhythmic contemporary radio | Original                      | Columbia      |
| Reino Unido    | 27 de abril de 2018 | Contemporary hit radio      | Original                      | Columbia      |
| Mundo          | 18 de maio de 2018  | Digital download streaming  | Jauz remix                    | Columbia Sony |
| Mundo          | 18 de maio de 2018  | Digital download streaming  | Jauz extended remix           | Columbia Sony |
| Mundo          | 25 de maio de 2018  | Digital download streaming  | Zhu remix                     | Columbia Sony |
| Mundo          | 1 de junho de 2018  | Digital download streaming  | Oliver Heldens remix          | Columbia Sony |
| Mundo          | 1 de junho de 2018  | Digital download streaming  | Oliver Heldens extended remix | Columbia Sony |
| Mundo          | 8 de junho de 2018  | Digital download streaming  | R3hab remix                   | Columbia Sony |
| Mundo          | 8 de junho de 2018  | Digital download streaming  | R3hab extended remix          | Columbia Sony |
| Mundo          | 15 de junho de 2018 | Digital download streaming  | Valentino Khan remix          | Columbia Sony |
| Mundo          | 15 de junho de 2018 | Digital download streaming  | Valentino Khan extended remix | Columbia Sony |
| Mundo          | 22 de junho de 2018 | Digital download streaming  | Remixes                       | Columbia Sony |
| Mundo          | 20 de julho de 2018 | 12-inch single              | Original                      | Columbia Sony |